# ヘスス・メルチャン
ヘスス・デルフィン・メルチャン（Jesús Delfin Merchán , 1981年3月26日 - ）は、ベネズエラ・アラグア州出身の元プロ野球選手（内野手）。右投右打。

## 経歴
2000年に、ミネソタ・ツインズの傘下ルーキーリーグのガルフ・コースト・リーグ・ツインズで36試合に出場した。
2005年のシーズン途中に、フィラデルフィア・フィリーズへ移籍した。
2007年のシーズン途中に、シアトル・マリナーズへ移籍する。オフに退団した。
2008年は、アリゾナ・ダイヤモンドバックスの傘下AAAのツーソン・トロスで114試合に出場した。
2009年は、クリーブランド・インディアンスとマイナー契約を結び、傘下でプレーした。オフに退団した。
2010年は、トロント・ブルージェイズとマイナー契約を結び、傘下でプレーした。オフに退団した。
2011年は、フロリダ・マーリンズとマイナー契約を結び。傘下でプレーしていた。シーズン途中に、コロラド・ロッキーズへ移籍した。
2012年は、サンディエゴ・パドレスとマイナー契約を結び、傘下AAAのツーソン・パドレスでプレーしていたが、シーズン途中で解雇された。その後、アトランティックリーグのランカスター・バーンストーマーズへ移籍しプレーしていた。
2013年は開幕前の3月に、第3回WBCにスペイン代表に選出された。シーズンでは、サンディエゴ・パドレスとマイナー契約を結び、傘下AAAのツーソン・パドレスでプレーしていたが、シーズン途中で解雇された。その後、アトランティックリーグのサザンメリーランド・ブルークラブスと契約を結びプレーした。
2015年3月9日に、日本の独立リーグであるベースボール・チャレンジ・リーグの群馬ダイヤモンドペガサスへ入団した事が発表された。シーズン終了後に退団した。
2016年はカナディアン・アメリカン・リーグのトロワリヴィエール・エーグルスでプレーした。この年限りで現役を引退した。
2017年より、マイアミ・マーリンズ傘下AA級ジャクソンビル・ジャンボシュリンプの打撃コーチに就任した。
2018年は同じくマーリンズ傘下ショートシーズンA級バタビア・マックドッグス、2019年からはルーキー級ガルフ・コーストリーグ・マーリンズの打撃コーチを務めている。

## 詳細情報

### 独立リーグでの打撃成績
| 年 度     | 球 団     | 試 合 | 打 数 | 得 点 | 安 打 | 二 塁 打 | 三 塁 打 | 本 塁 打 | 打 点 | 三 振 | 四 球 | 死 球 | 犠 打 | 犠 飛 | 盗 塁 | 失 策 | 併 殺 打 | 打 率 | 出 塁 率 | 長 打 率 | O P S |
| --------- | --------- | ----- | ----- | ----- | ----- | -------- | -------- | -------- | ----- | ----- | ----- | ----- | ----- | ----- | ----- | ----- | -------- | ----- | -------- | -------- | ----- |
| 2015      | 群馬      | 49    | 171   | 12    | 58    | 8        | 0        | 3        | 30    | 14    | 14    | 5     | 1     | 1     | 0     | 4     | 12       | .339  | .403     | .503     | .906  |
| 通算：1年 | 通算：1年 | 49    | 171   | 12    | 58    | 8        | 0        | 3        | 30    | 14    | 14    | 5     | 1     | 1     | 0     | 4     | 12       | .339  | .403     | .503     | .906  |

- 各年度の太字はリーグ最高

### 背番号
- 15 （2015年）